# God Eater 3
God Eater 3 (ゴッドイーター3?, Goddo Ītā 3) è un videogioco action RPG, terzo capitolo della serie God Eater, sviluppato da Marvelous e pubblicato da Bandai Namco Entertainment il 13 dicembre 2018 in Giappone per PlayStation 4 e Microsoft Windows, mentre nel resto del mondo l'8 febbraio 2019. L'11 luglio 2019, inoltre, è stata realizzata una versione per Nintendo Switch.

## Trama
L'improvvisa comparsa di un fenomeno conosciuto come Terre Cineree, in grado di tramutare in cenere qualunque cosa tocchi, mette in difficoltà la Fenrir dopo che molte delle sue divisioni sono state annientate. I sopravvissuti fuggono sottoterra, barricandosi in bunker chiamati Approdi e assistendosi tramite delle fortezze mobili denominate Carovane. Per continuare a far fronte contro la minaccia degli Aragami, viene creata una nuova generazione di God Eater chiamati God Eater adattabili (o GEA), in grado di resistere agli effetti corrosivi delle Terre Cineree e divenendo molto più forti dei normali God Eater. Proprio per questo, tuttavia, in quanto la loro nuova natura li avvicina molto agli Aragami, vengono visti in modo pericoloso, tanto che i loro nuovi bracciali sono stati progettati per fungere da manette, le quali vengono sbloccate quando devono compiere le missioni.

## Modalità di gioco
Come i suoi predecessori, il gioco è un Action RPG hack and slash in cui si impersona un God Eater avente il compito di cacciare enormi mostri noti come Aragami tramite i God Arc, venendo anche assistito dai compagni controllati dall'intelligenza artificiale. Viene introdotta la meccanica delle Arti Burst, ovvero una fusione tra la modalità Burst e le Blood Art, rispettivamente introdotte nel primo e secondo capitolo, che permettono all'arma equipaggiata di sferrare degli attacchi speciali. Tra le nuove armi vengono introdotte le Lame affilate, due lame in grado di unirsi in un'asta, la Luna pesante, una grossa lama curva in grado di entrare in modalità Luna furente diventando un'ascia da battaglia dalla lama seghettata, e l’Arma a raggio, in grado di sparare un flusso costante che diventa man mano più forte e che sostituisce il Fucile esplosivo dei capitoli precedenti. È presente, inoltre, una modalità simile alla Rabbia Blood di God Eater 2 Rage Burst chiamata Grilletto acceleratore. Durante i combattimenti i giocatori possono attivare il sistema di Attacco, in grado di condividere alcune delle proprie abilità. Il gioco può essere giocato in cooperativa con altri quattro giocatori, mentre le missioni d'assalto possono ospitare fino a otto giocatori.

## Sviluppo
La Marvelous ha sostituito la Shift come sviluppatrice poiché la Bandai Namco voleva creare un nuovo gioco molto diverso dai suoi predecessori. La sequenza introduttiva del gioco è stata creata dallo studio di animazione giapponese Ufotable. A differenza dei precedenti capitoli della serie, il gioco non è stato progettato per piattaforme portatili. Annunciato a ottobre 2017, il gioco è stato rilasciato per PlayStation 4 in Giappone il 13 dicembre 2018 e in tutto il mondo l'8 febbraio 2019 anche su Microsoft Windows, mentre il 12 luglio 2019 è stata rilasciata una versione per Nintendo Switch.

## Accoglienza
La rivista di giochi giapponese Famitsū ha assegnato al gioco un punteggio di 32/40. Su PlayStation 4, il gioco ha ricevuto "recensioni miste o medie" secondo l'aggregatore di recensioni Metacritic. Ginny Woo di Gamespot ha apprezzato i personaggi e la trama del gioco, criticando, tuttavia, la nuova piega della difficoltà. Su IGN, David Jagnaeux ha elogiato il gioco per il suo combattimento chiamandolo: "una versione emozionante della formula di Monster Hunter, anche se la sua storia poco brillante e il contenuto un po' invariato gli impediscono di essere migliore di come potrebbe essere".

### Vendite
In Giappone la versione PlayStation 4 del gioco ha venduto circa 150 523 copie (compresa l'edizione limitata) durante la sua prima settimana, per un totale di 174 834 copie entro la fine del 2018, diventando così il 26º titolo più venduto in Giappone dell'anno. La versione Nintendo Switch ha venduto 20 960 copie durante la settimana di lancio, per un totale di 28 770 copie, diventando il gioco di vendita numero due di qualsiasi formato nel mercato al dettaglio del paese.